# 81º Campeonato Brasileiro Absoluto de Xadrez
O 81º Campeonato Brasileiro Absoluto de Xadrez foi uma competição de xadrez organizada pela CBX referente ao ano de 2014. A fase final foi disputada na cidade de João Pessoa (PB) de 17 a 25 de janeiro de 2015. Teve como campeão o GM Rafael Leitão.

## Semifinais — Região 1 (Sul, Sudeste e Centro-Oeste)
Torneio classificatório da Região Sul/Sudeste/Centro-Oeste realizado em Poços de Caldas (MG) entre 30 de outubro e 2 de novembro de 2014 em 7 rodadas pelo Sistema Suíço que definiram as 4 vagas para a fase final.
Tempo para cada jogador: 90 minutos + 30 segundos de acréscimo por lance.
Sistema de pontuação
- 1,0 ponto por vitória
- 0,5 ponto por empate
- 0,0 ponto por derrota

Critérios de desempate
1. Novo Confronto (somente no caso de empate que define a última vaga)
2. Resultado do Confronto Direto (Somente caso todos os empatados tenham se enfrentado)
3. Buchholz (excluindo o pior resultado)
4. Buchholz Total
5. Maior número de vitórias
6. Maior número de jogos com as peças pretas

| Pos. | Título | Sobrenome/Nome                 | UF | Pontos | Confr. | Buch-1 | Buch | Vitórias | Pretas | Rating | Fide |
| ---- | ------ | ------------------------------ | -- | ------ | ------ | ------ | ---- | -------- | ------ | ------ | ---- |
| 1º   | GM     | Everaldo Matsuura              | SC | 6,0    | --     | 28,0   | 31,5 | 5        | 3      | 2432   | 2486 |
| 2º   | IM     | Evandro Amorim Barbosa         | SC | 5,5    | --     | 27,5   | 30,5 | 4        | 4      | 2455   | 2449 |
| 3º   | FM     | Edgar Rodrigues                | SC | 5,0    | --     | 28,5   | 31,5 | 4        | 3      | 2296   | 2303 |
| 4º   | FM     | Mateus Nakajo Mendonça         | SP | 5,0    | --     | 27,5   | 29,5 | 4        | 4      | 2349   | 2365 |
| 5º   | IM     | Roberto Junio Brito Molina     | SC | 4,5    | --     | 26,0   | 29,0 | 4        | 3      | 2404   | 2425 |
| 6º   | FM     | Renato R. Quintiliano Pinto    | SC | 4,5    | --     | 24,0   | 26,0 | 4        | 4      | 2382   | 2378 |
| 7º   | FM     | Armen Proudian                 | SP | 4,5    | --     | 23,0   | 26,0 | 3        | 3      | 2317   | 2354 |
| 8º   |        | William Ferreira da Cruz       | PR | 4,5    | --     | 23,0   | 25,0 | 4        | 4      | 2243   | 2217 |
| 9º   | FM     | Frederico Gazel                | SC | 4,5    | --     | 20,5   | 22,5 | 3        | 4      | 2248   | 2302 |
| 10º  |        | Bernardo Vainzoff Sztokbant    | PR | 4,0    | --     | 28,0   | 30,0 | 3        | 3      | 2278   | 2271 |
| 11º  | CM     | Vitor Roberto Castro Carneiro  | SP | 4,0    | --     | 26,5   | 27,0 | 3        | 3      | 2362   | 2214 |
| 12º  | FM     | Álvaro Z. Aranha Filho         | SC | 4,0    | --     | 24,5   | 27,0 | 3        | 4      | 2269   | 2286 |
| 13º  |        | João Danilo Mandetta           | SP | 4,0    | --     | 23,5   | 25,5 | 3        | 4      | 2161   | 2270 |
| 14º  |        | Herbert Abreu Carvalho         | SP | 3,5    | --     | 25,0   | 27,0 | 3        | 3      | 2203   | 2247 |
| 15º  | FM     | Frederico Matsuura             | SC | 3,5    | --     | 24,5   | 26,0 | 3        | 3      | 2284   | 2289 |
| 16º  | NM     | Wladimir Camilo Zampronha      | SP | 3,5    | --     | 24,0   | 26,0 | 1        | 3      | 2149   | 2163 |
| 17º  | FM     | Wagner Peixoto Guimarães       | RJ | 3,5    | --     | 22,5   | 24,0 | 3        | 3      | 2154   | 2211 |
| 18º  | FM     | Carlos Martins                 | PR | 3,5    | --     | 21,5   | 23,5 | 3        | 4      | 2176   | 2208 |
| 19º  |        | José Joselito Ribeiro          | MG | 3,5    | --     | 19,5   | 21,0 | 3        | 3      | 1878   | 1733 |
| 20º  |        | Mario Ribeiro Cantarino Neto   | ES | 3,0    | --     | 24,0   | 25,5 | 2        | 3      | 2077   | 2072 |
| 21º  |        | Lucas Crespo de Oliveira       | MG | 3,0    | --     | 23,5   | 25,5 | 3        | 4      | 2208   | 2209 |
| 22º  |        | Igor Tokuichi Kikuchi Cadilhac | SP | 2,5    | --     | 23,5   | 25,5 | 2        | 3      | 2180   | 2026 |
| 23º  |        | Cyro Pamplona Corte Real Neto  | RJ | 2,5    | --     | 20,0   | 22,0 | 1        | 3      | 1856   | 2127 |
| 24º  |        | Helio Ricardo Soutinho Peixoto | ES | 2,5    | --     | 19,5   | 20,0 | 2        | 4      | 1900   | 1898 |
| 25º  |        | Marcos Luciano Pereira         | RJ | 2,5    | --     | 18,5   | 20,0 | 1        | 3      | 1834   | 1860 |
| 26º  |        | Jerry Dibai                    | MG | 2,5    | --     | 15,0   | 15,5 | 1        | 3      | 1909   | 1798 |
| 27º  |        | Leonardo Vieira Faria          | MG | 2,5    | --     | 14,5   | 15,0 | 2        | 4      | 1827   | 1756 |
| 28º  |        | Victor Almeida Boghi           | RJ | 2,0    | --     | 19,0   | 19,5 | 1        | 3      | 1744   | --   |
| 29º  |        | Nilton Hirota da Silva         | PR | 1,0    | --     | 18,5   | 19,0 | 1        | 1      | 2041   | 2017 |
| 30º  |        | Crisolon Terto Vilas Boas      | MG | 1,0    | --     | 16,0   | 17,5 | 0        | 3      | 1694   | 1580 |
| 31º  |        | Guilherme Vilela Rezende       | GO | 0,0    | --     | 16,5   | 17,5 | 0        | 0      | 2139   | 2110 |

## Semifinais — Região 2 (Norte e Nordeste)
Torneio classificatório da Região Norte/Nordeste realizado em Recife (PE) entre 30 de outubro e 2 de novembro de 2014. Foram 7 rodadas pelo Sistema Suíço (mais 3 rodadas do torneio desempate) que definiram as vagas para a final.
Tempo para cada jogador: 90 minutos + 30 segundos de acréscimo por lance.
Sistema de pontuação
- 1,0 ponto por vitória
- 0,5 ponto por empate
- 0,0 ponto por derrota

Critérios de desempate
1. Novo Confronto (somente no caso de empate que define a última vaga)
2. Resultado do Confronto Direto (Somente caso todos os empatados tenham se enfrentado)
3. Buchholz com Corte (excluindo o pior resultado)
4. Buchholz Total
5. Sonneborn-Berger
6. Maior número de vitórias

| Pos. | Título | Sobrenome/Nome                   | UF | Novo | Pontos | Confr. | Buch-1 | Buch | Berger | Vitórias | Rating | Fide |
| ---- | ------ | -------------------------------- | -- | ---- | ------ | ------ | ------ | ---- | ------ | -------- | ------ | ---- |
| 1º   | FM     | Paulo F. Jatobá de Oliveira Reis | BA |      | 6,0    | 0      | 29,5   | 32,0 | 26,50  | 5        | 2319   | 2383 |
| 2º   | FM     | Roberto Luiz Costa Andrade       | RN | 2,0  | 5,5    | 0      | 26,0   | 28,5 | 21,50  | 4        | 2171   | 2200 |
| 3º   | IM     | Maximo Iack Macedo               | RN | 2,0  | 5,5    | 0      | 28,0   | 31,5 | 23,50  | 4        | 2294   | 2336 |
| 4º   |        | Mario Henrique Andrade Fiaes     | BA | 1,5  | 5,5    | 0      | 28,5   | 28,5 | 19,75  | 5        | 2088   | 2070 |
| 5º   | FM     | Vinicius Tine Martins            | PE | 0,5  | 5,5    | 0      | 20,0   | 22,5 | 17,25  | 5        | 2357   | 2326 |
| 6º   | NM     | Andrey M. Souza Neves            | AM |      | 5,0    | 0      | 24,0   | 27,0 | 19,00  | 5        | 2195   | 2173 |
| 7º   |        | Dawton Almino Lemos              | CE |      | 5,0    | 0      | 24,0   | 27,0 | 18,00  | 5        | 2116   | 2094 |
| 8º   | FM     | Carlos Henrique Lopes Pinto      | RN |      | 4,5    | 0      | 27,0   | 28,5 | 15,50  | 3        | 2090   | 2116 |
| 9º   |        | Anderson Guerra dos Santos       | BA |      | 4,5    | 0      | 26,5   | 29,5 | 15,75  | 4        | 2063   | 2118 |
| 10º  | FM     | Luismar Brito                    | PB |      | 4,5    | 0      | 26,5   | 28,5 | 16,50  | 3        | 2244   | 2261 |
| 11º  | CM     | Adriano Albiani Barata           | BA |      | 4,5    | 0      | 26,0   | 29,0 | 16,25  | 4        | 2122   | 2171 |
| 12º  |        | Danilo Cesar de Alves Campelo    | PE |      | 4,5    | 0      | 23,5   | 26,0 | 13,75  | 4        | 1933   | 1973 |
| 13º  |        | Edmundo Roberto Ramos Azevedo    | BA |      | 4,0    | 0      | 29,5   | 32,5 | 17,50  | 4        | 2012   | 1993 |
| 14º  | FM     | Marco Antonio H. Asfora          | PE |      | 4,0    | 0      | 26,5   | 30,0 | 15,75  | 3        | 2136   | 2201 |
| 15º  |        | Karline de Valesi Pinto Filho    | PE |      | 4,0    | 0      | 26,0   | 29,0 | 16,00  | 3        | 2028   | 2079 |
| 16º  | FM     | Maximo Valerio Macedo            | RN |      | 4,0    | 0      | 24,5   | 27,5 | 13,50  | 3        | 2085   | 2085 |
| 17º  |        | Tomé H. Brasil Torres Galindo    | PE |      | 4,0    | 0      | 24,0   | 25,0 | 11,50  | 4        | 2001   | 2053 |
| 18º  |        | Avner Augusto dos Anjos          | PE |      | 4,0    | 0      | 23,5   | 24,5 | 10,75  | 3        | 1888   | 1914 |
| 19º  |        | Carlos Alexandre de Lima         | PE |      | 4,0    | 0      | 23,0   | 25,5 | 11,50  | 4        | 2084   | 2094 |
| 20º  |        | Rodrigo Yoshio F. Hiramine       | PE |      | 4,0    | 0      | 22,5   | 25,5 | 12,00  | 4        | 1907   | 1968 |
| 21º  |        | Marcelo Basilio Nunes            | PE |      | 4,0    | 0      | 22,0   | 24,5 | 13,00  | 2        | 2051   | 2083 |
| 22º  |        | Gerson de Assis Sales            | RR |      | 4,0    | 0      | 20,5   | 22,5 | 11,50  | 2        | 2116   | 2139 |
| 23º  |        | Luiz Alexandre de Souza Lima     | PE |      | 4,0    | 0      | 19,5   | 21,5 | 11,50  | 3        | 1829   | 1930 |
| 24º  |        | Hilton Vilarim de Souza Neto     | PE |      | 4,0    | 0      | 18,5   | 21,0 | 11,00  | 4        | 1894   | 1921 |
| 25º  |        | Matheus Cavalcante Ribeiro       | CE |      | 3,5    | 0      | 25,5   | 29,0 | 13,25  | 3        | 2182   | 2192 |
| 26º  |        | Hugo Barros Bernardino           | AM |      | 3,5    | 0      | 25,0   | 27,0 | 11,75  | 2        | 1942   | 1964 |
| 27º  |        | Janio Ribeiro Lopes              | RR |      | 3,5    | 0      | 23,0   | 25,5 | 10,25  | 3        | 2085   | 2010 |
| 28º  |        | Davi Sales Pinheiro              | RN |      | 3,5    | 0      | 22,0   | 24,5 | 10,50  | 2        | 2006   | 2022 |
| 29º  |        | Cesidio Rocha Monteiro Neto      | BA |      | 3,0    | 0      | 25,5   | 27,0 | 8,00   | 3        | 2060   | 2051 |
| 30º  | FM     | Francisco de Assis Cavalcanti    | PB |      | 3,0    | 0      | 23,0   | 25,0 | 9,50   | 2        | 2161   | 2186 |
| 31º  |        | Flavio Sanchez Leão              | PA |      | 3,0    | 0      | 22,5   | 25,0 | 10,00  | 3        | 1906   | 1849 |
| 32º  |        | Eduardo Jose e de Azevedo        | PE |      | 3,0    | 0      | 22,5   | 22,5 | 7,00   | 3        | 1873   | 1820 |
| 33º  |        | Nicolas Picasso Gallego          | AV |      | 3,0    | 0      | 20,5   | 22,5 | 6,75   | 2        | 1915   | 1891 |
| 34º  |        | Jarbas Souza Aguiar              | RR |      | 3,0    | 0      | 20,5   | 22,0 | 6,00   | 3        | 1821   | 1748 |
| 35º  |        | José Arruda Camara               | RN |      | 3,0    | 0      | 20,5   | 20,5 | 4,50   | 3        | 1947   | 1905 |
| 36º  |        | Licinio Crasso Ramos Correa      | CE |      | 3,0    | 0      | 18,0   | 20,0 | 7,75   | 2        | 1957   | 1950 |
| 37º  |        | Edvaldo da Cruz Costa            | PA |      | 3,0    | 0      | 18,0   | 18,0 | 5,25   | 2        | 1784   | 1611 |
| 38º  |        | Carlos Alberto Bento da Silva    | PE |      | 2,5    | 0      | 25,5   | 28,5 | 7,50   | 2        | 1919   | 2043 |
| 39º  |        | João Carlos Zirpoli Leite        | PE |      | 2,5    | 0      | 22,5   | 25,0 | 7,00   | 1        | 1713   | 1701 |
| 40º  |        | Carlos Bruno Gomes Almeida       | PE |      | 2,5    | 0      | 21,5   | 23,5 | 8,25   | 0        | 1909   | 1905 |
| 41º  |        | Caio Francisco Ferreira Sotero   | PE |      | 2,5    | 0      | 21,5   | 23,0 | 6,75   | 1        | 1780   | 1702 |
| 42º  |        | João Ferreira Lins Junior        | PE |      | 2,5    | 0      | 19,5   | 20,5 | 5,25   | 2        | 1774   | 0    |
| 43º  |        | Ibernon Luiz da Silva Filho      | RN |      | 2,5    | 0      | 19,5   | 19,5 | 3,25   | 2        | 1817   | 1716 |
| 44º  |        | Antonio Dutra da Silva           | PB |      | 2,5    | 0      | 18,0   | 19,0 | 4,25   | 2        | 1804   | 1747 |
| 45º  |        | Petrov Ferreira Baltar           | PB |      | 2,0    | 0      | 21,0   | 22,0 | 3,75   | 1        | 1861   | 1844 |
| 46º  |        | Edmar Ferreira Monte             | CE |      | 2,0    | 0      | 20,0   | 20,0 | 3,25   | 1        | 1725   | 1667 |
| 47º  |        | Pablo Manoel Santana Vital       | RN |      | 2,0    | 0      | 18,5   | 21,0 | 5,50   | 0        | 1683   | 0    |
| 48º  |        | Marco Antonio Sena de Araújo     | PE |      | 2,0    | 0      | 16,5   | 17,5 | 3,25   | 1        | 1644   | 1377 |
| 49º  |        | Carlos Augusto de C. Mathias     | PE |      | 1,0    | 0      | 17,0   | 17,0 | 0,00   | 1        | 1751   | 1506 |
| 50º  |        | Denner Leonardo do Nascimento    | RN |      | 0,0    | 0      | 19,0   | 20,0 | 0,00   | 0        | 1701   | 1555 |
| 51º  |        | Alexandre Soares de Macedo       | RN |      | 0,0    | 0      | 16,5   | 17,5 | 0,00   | 0        | 1924   | 1854 |

## Fase final
Os 12 finalistas disputaram o campeonato no sistema de pontos corridos. O ritmo de jogo foi de 1:30h + 30 segundos de acréscimo por lance.
Sistema de pontuação
- 1,0 ponto por vitória
- 0,5 ponto por empate
- 0,0 ponto por derrota

Critérios de desempate
1. Confronto Direto
2. Sonneborn Berger
3. Sistema Koya
4. Maior número de vitórias
5. Maior número de jogos com as peças pretas

| Pos. | Nome                          | UF | Pontos | Confronto | Berger | Koya | Vitórias | Pretas |
| ---- | ----------------------------- | -- | ------ | --------- | ------ | ---- | -------- | ------ |
| 1º   | Rafael Leitão                 | SP | 9,5    | -         | 48,00  | 4,0  | 8        | 6      |
| 2º   | Felipe El Debs                | SP | 9,0    | -         | 41,50  | 3,5  | 8        | 6      |
| 3º   | Krikor Mekhitarian            | SP | 7,5    | -         | 33,25  | 2,5  | 6        | 5      |
| 4º   | Mateus Nakajo Mendonça        | SP | 7,0    | -         | 31,00  | 2,5  | 5        | 5      |
| 5º   | Edgar Rodrigues               | SC | 6,0    | -         | 25,00  | 1,0  | 4        | 6      |
| 6º   | Cesar Hidemitsu Umetsubo      | SC | 5,5    | -         | 22,75  | 1,5  | 3        | 6      |
| 7º   | Francisco de Assis Cavalcanti | PB | 5,0    | 1         | 21,00  | 2,0  | 2        | 6      |
| 8º   | Maximo Iack Macedo            | RN | 5,0    | 1         | 20,50  | 1,5  | 3        | 6      |
| 9º   | Paulo F. Jatobá de O. Reis    | BA | 5,0    | 1         | 20,50  | 1,5  | 2        | 5      |
| 10º  | Luismar Brito                 | SC | 3,5    | -         | 14,00  | 1,0  | 1        | 5      |
| 11º  | Roberto Luiz Costa Andrade    | RN | 3,0    | -         | 9,50   | 0,5  | 1        | 5      |
| 12º  | Mário Henrique Andrade Fiaes  | BA | 0,0    | -         | 0,00   | 0,0  | 0        | 5      |

### Tabela de resultados
| N° | Jogador               | Rating | 1 | 2 | 3 | 4 | 5 | 6 | 7 | 8 | 9 | 10 | 11 | 12 | Total |
| -- | --------------------- | ------ | - | - | - | - | - | - | - | - | - | -- | -- | -- | ----- |
| 1  | Rafael Leitão         | 2636   | - | 1 | ½ | 1 | ½ | 1 | 1 | 1 | 1 | ½  | 1  | 1  | 9½    |
| 2  | Felipe El Debs        | 2512   | 0 | - | 1 | ½ | 1 | 1 | 1 | 1 | ½ | 1  | 1  | 1  | 9     |
| 3  | Krikor Mekhitarian    | 2565   | ½ | 0 | - | ½ | ½ | 1 | 1 | 0 | 1 | 1  | 1  | 1  | 7½    |
| 4  | Mateus Mendonça       | 2426   | 0 | ½ | ½ | - | 1 | ½ | 0 | 1 | ½ | 1  | 1  | 1  | 7     |
| 5  | Edgar Rodrigues       | 2338   | ½ | 0 | ½ | 0 | - | 0 | ½ | ½ | 1 | 1  | 1  | 1  | 6     |
| 6  | Cesar Umetsubo        | 2311   | 0 | 0 | 0 | ½ | 1 | - | ½ | 1 | ½ | ½  | ½  | 1  | 5½    |
| 7  | Francisco Cavalcanti  | 2151   | 0 | 0 | 0 | 1 | ½ | ½ | - | ½ | ½ | ½  | ½  | 1  | 5     |
| 8  | Maximo Iack Macedo    | 2323   | 0 | 0 | 1 | 0 | ½ | 0 | ½ | - | ½ | 1  | ½  | 1  | 5     |
| 9  | Paulo Jatobá Reis     | 2387   | 0 | ½ | 0 | ½ | 0 | ½ | ½ | ½ | - | ½  | 1  | 1  | 5     |
| 10 | Luismar Brito         | 2254   | ½ | 0 | 0 | 0 | 0 | ½ | ½ | 0 | ½ | -  | ½  | 1  | 3½    |
| 11 | Roberto Costa Andrade | 2216   | 0 | 0 | 0 | 0 | 0 | ½ | ½ | ½ | 0 | ½  | -  | 1  | 3     |
| 12 | Mario Henrique Fiaes  | 2151   | 0 | 0 | 0 | 0 | 0 | 0 | 0 | 0 | 0 | 0  | 0  | -  | 0     |